# Magic: The Gathering

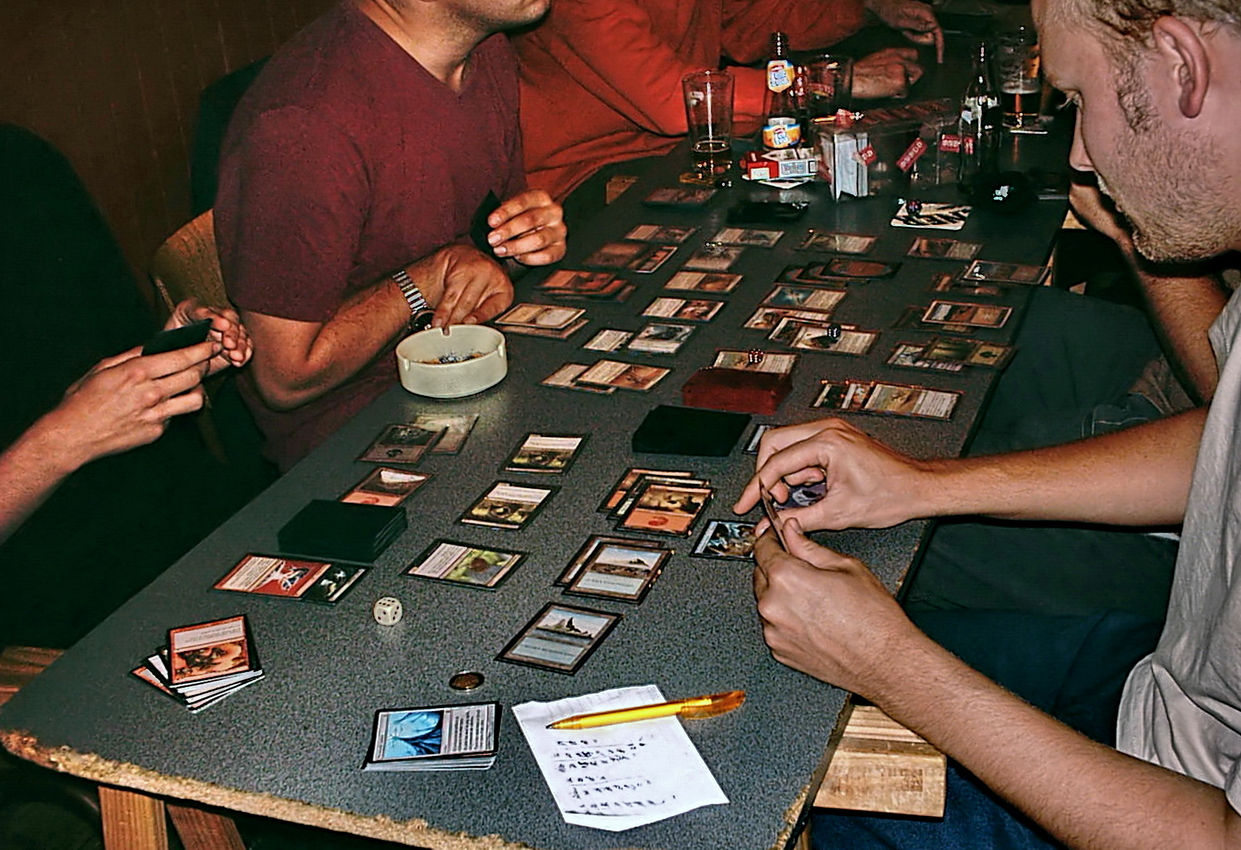
Magic-Spieler

Magic: The Gathering (kurz: Magic oder MTG, anfangs auf Deutsch als Magic: Die Zusammenkunft vertrieben) ist ein 1993 bei Wizards of the Coast erschienenes Sammelkartenspiel von Richard Garfield. Es war das erste Fantasy-Kartenspiel und wurde 2019 in die Science Fiction and Fantasy Hall of Fame aufgenommen.
Laut der offiziellen Datenbank Gatherer gibt es über 20.000 verschiedene Karten und nach Herstellerangaben 2018 über 35 Millionen Spieler und Fans weltweit. Bis 2024 sind 129 Sets in mehreren Sprachen erschienen. Waren die ersten Editionen ausschließlich auf Englisch erhältlich, kamen mit der Zeit weitere Sprachen hinzu. Seit 2011 werden die Karten in elf Sprachen (Englisch, Deutsch, Französisch, Italienisch, Spanisch, Portugiesisch (Brasilianisch), Japanisch, Chinesisch (Kurzzeichen), Chinesisch (Langzeichen), Russisch und Koreanisch) gedruckt. Seit der im September 2022 erschienenen Erweiterung Dominaria United werden die Sprachausgaben für Russisch, Koreanisch und Chinesisch (Langzeichen) nicht mehr produziert; im Laufe des Jahres 2024 werden die Sprachen Portugiesisch und Chinesisch (Kurzzeichen) eingestellt. Wizards of the Coast veranstaltet weltweit Turniere.

## Geschichte
Magic: The Gathering wurde von Richard Garfield als schnelles Spiel für zwischendurch konzipiert. Er richtete dabei sein Augenmerk besonders auf Rollenspieler und auf Studenten und Schüler, die zwischen zwei Vorlesungen ein wenig Ablenkung suchen. Das erklärt auch den Fantasy-Hintergrund des Spiels. Als Garfield 1992/93 sein Spiel Robo Rally der Firma Wizards of the Coast anbot, wurde er zurückgewiesen, da die Produktionskosten zu hoch seien. Wizards steckte in einer Krise und brauchte dringend ein günstig zu produzierendes Spiel mit hohen Erfolgsaussichten. Garfield bot Magic an und Wizards war begeistert. Mittlerweile ist Garfield Anteilseigner bei Wizards, welche sich aufgrund ihrer Erfolge mit verschiedenen Sammelkartenspielen sanieren konnten und inzwischen vom US-amerikanischen Spielekonzern Hasbro aufgekauft wurden.
Magic wurde in Deutschland über viele Jahre unter anderem von Amigo und Pegasus Spiele vertrieben. Von September 2006 bis Ende 2010 übernahm dann Universal Cards den Vertrieb. Von Januar 2011 bis März 2012 lag der Vertrieb abermals bei Amigo. Seitdem ist wieder Pegasus Spiele für den Exklusiv-Vertrieb in Deutschland und Österreich zuständig.
Im März 2019 stellten die Wissenschaftler Alex Churchill, Stella Biedermann und Austin Herrick in einem Artikel fest, dass Magic: The Gathering Turing-Vollständig ist.

## Die Spielmechanismen
Hinweis: Dieser Artikel soll interessierten Laien einen Überblick über das Spiel geben und nicht das komplette Regelwerk wiedergeben. Deshalb können die folgenden Abschnitte einige Regeln generalisiert oder vereinfacht darstellen.
In Magic: The Gathering übernehmen zwei oder mehr Spieler die Rollen von sich duellierenden Zauberern, so genannten Planeswalkern (Weltenwanderer). Planeswalker besitzen die Fähigkeit durch die unterschiedlichen Welten des Multiversums zu reisen und damit die unterschiedlichsten Zauber zu lernen und Wesen aus allen anderen Welten zu treffen.
Wie in Sammelkartenspielen üblich, spielt jeder Spieler anfangs mit einem aus seinen eigenen Karten zusammengestellten Deck (wobei es mittlerweile auch vorgefertigte Decks zu kaufen gibt), das nicht mit dem des Gegners gemischt wird. Das Deck repräsentiert das Wissen des Zauberers darüber, welche Zauber er gegen seine Gegner einsetzen kann.
Die Spieler beginnen das Spiel mit einer zuvor festgelegten Anzahl an Lebenspunkten, klassischerweise 20, und sieben zufällig aus ihrem Deck gezogenen Karten. Ziel des Spiels ist es, den Gegner durch geschicktes Agieren zu besiegen. Ein Gegner ist besiegt, wenn seine Lebenspunkte auf 0 oder weniger gefallen sind, er 10 oder mehr sogenannte Giftmarken besitzt, oder er eine Karte nachziehen muss, sein Deck aber aufgebraucht ist oder ein Mechanismus auf einer Karte ihn als besiegt erklärt, bzw. einen anderen Spieler zum Gewinner. Die häufigste Strategie ist, die Lebenspunkte des Gegenspielers durch Angriffe mit Kreaturen auf Null oder weniger zu reduzieren.
Von zentraler Bedeutung in Magic-Partien ist die Verwaltung von Ressourcen. Das geschieht hauptsächlich durch Kartenauswahl eines Decks und geschickte Züge. Die wichtigsten Ressourcen eines Spielers sind die Handkarten sowie das Mana (magische Energie), welches benötigt wird, um diese Karten auszuspielen. In speziellen Decktypen können auch Kreaturen und Lebenspunkte als Ressourcen verwendet werden.

### Die fünf Farben

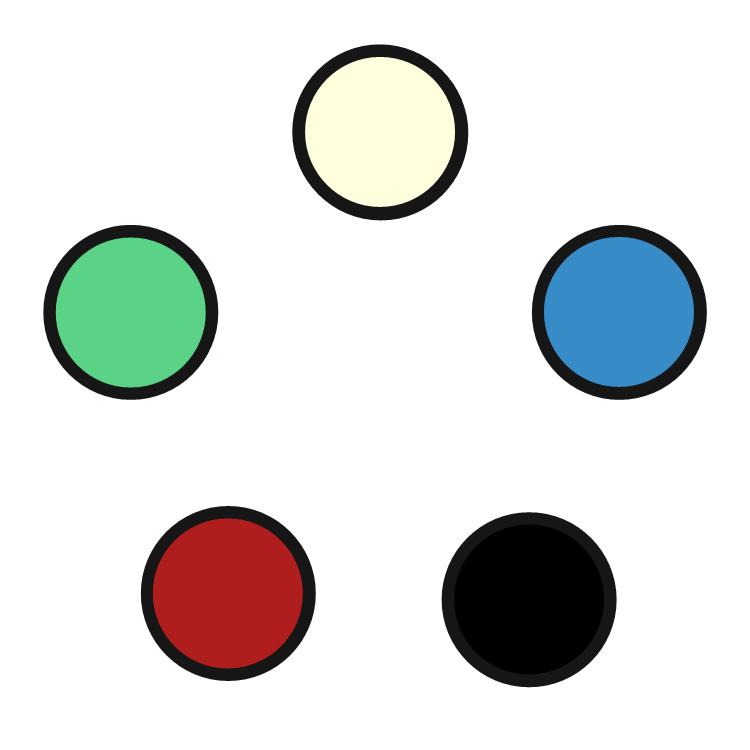
Die fünf Farben im Fünfeck angeordnet

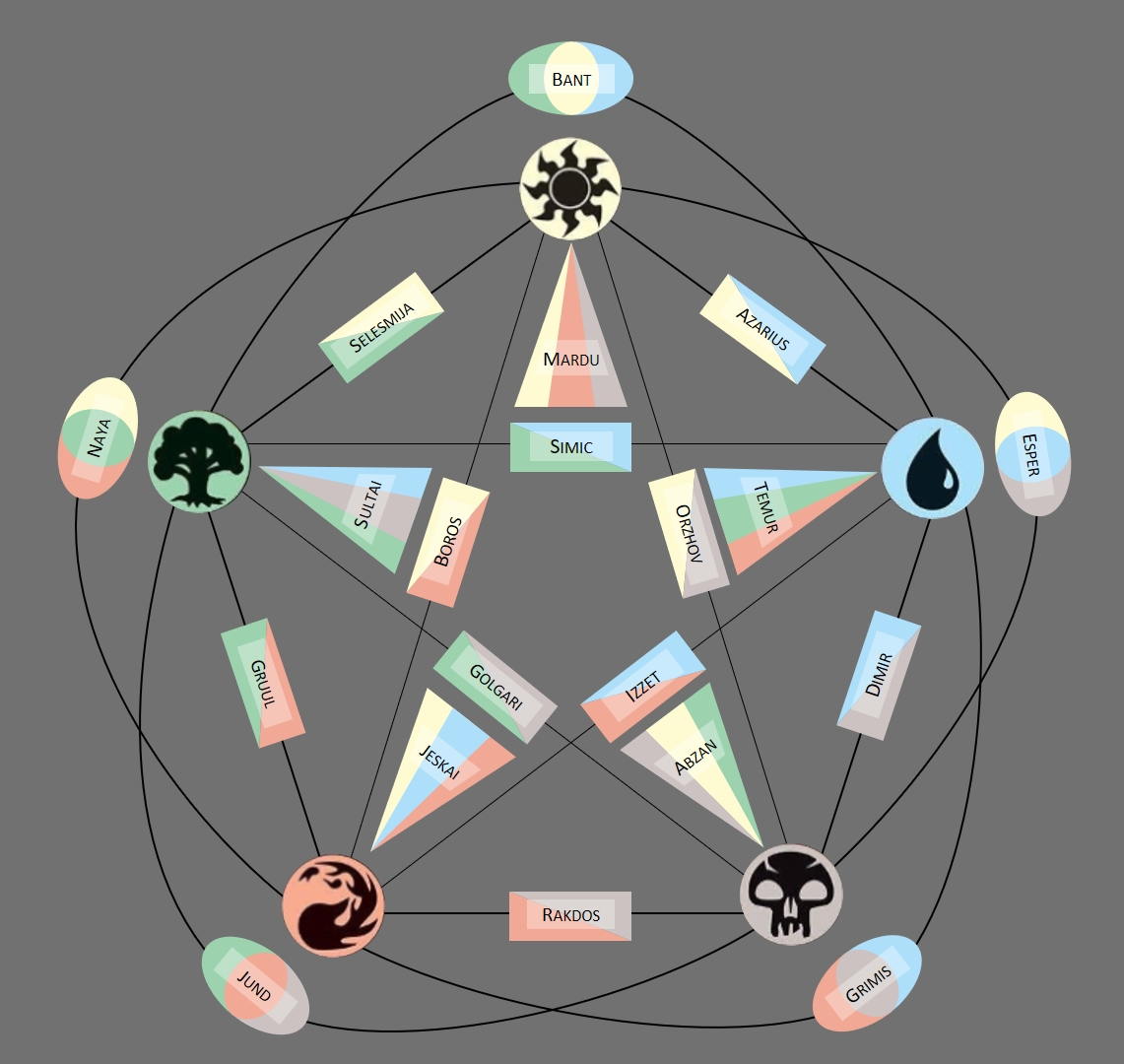
Clans, Gilden und Scherbenbildung in Magic: The Gathering

Die Welt von Magic: The Gathering gliedert sich, ähnlich der mittelalterlichen Vorstellung der Vier-Elemente-Lehre in Elemente, die im Fall von Magic als fünf Farben dargestellt sind. Jedes Vorkommen und jedes Wesen in der Magic-Welt lässt sich in Zusammenhang mit diesen Farben charakterisieren. Jede Farbe symbolisiert bestimmte Philosophien, Spielweisen, Ansätze, aber auch Vorstellungen, wie ein Problem zu lösen ist.
Die fünf Farben sind in dem so genannten Farbfünfeck angeordnet, in der die Farben in der Reihenfolge Weiß-Blau-Schwarz-Rot-Grün angeordnet sind. Dabei sind benachbarte Farben „befreundet“, das bedeutet, sie folgen verwandten Grundsätzen, gegenüberliegende Farben dagegen „verfeindet“. Im Spiel stellen sich diese Beziehungen oft durch Karten dar, die speziell auf eine „feindliche“ Farbe abzielen, indem sie zum Beispiel alle Länder des ihr zugeordneten Typs zerstören.
Die Farbe einer Karte wird von der Farbe des für sie benötigten Manas bestimmt.
In den meisten Decks werden nur eine oder zwei Farben verwendet (oft auch eigentlich „verfeindete“ wie schwarz und weiß), seltener drei, vier oder alle fünf.
WeißHintergrund: Weiß steht für Schutz, Frieden, Heilung, weiße Magie sowie staatliche und militärische Ordnung.
Spielweise: Vom Thema der militärischen Ordnung abgeleitet existieren viele billige aber effiziente Kreaturen mit gutem Preis-Leistungs-Verhältnis; außerdem zahlreiche Schutz- und Heilzauber, die zusätzliche Lebenspunkte geben oder die eigenen Kreaturen schützen. Gegnerische Kreaturen werden im Allgemeinen nicht zerstört, sondern daran gehindert, Schaden anzurichten. Wenn doch Karten aus dem Spiel entfernt werden, geschieht das oft „symmetrisch“, es werden also alle Karten einer bestimmten Art von allen Spielern entfernt. Weißes Mana wird standardmäßig aus Ebenen generiert. Weiß ist alliiert mit Blau und Grün, verfeindet mit Schwarz und Rot.
BlauHintergrund: Blau steht für Wasser, im Wasser lebende oder fliegende Kreaturen, aber auch für Wissenschaft und Zauberei und daraus abgeleitet die Fähigkeit, Dinge nach dem eigenen Gutdünken zu manipulieren, zum Beispiel durch Levitation oder Gedankenkontrolle.
Spielweise: Blaue Zauber bieten vor allen Dingen Möglichkeiten, durch eigene Zaubersprüche das Spiel des Gegners zu kontrollieren, indem man seine Aktionen verhindert oder rückgängig macht, seine Kreaturen übernimmt oder dauerhaft außer Gefecht setzt oder Ähnliches. Allerdings hängt der Erfolg dieser „Kontrolldecks“ sehr davon ab, auf jede gegnerische Aktion eine passende Antwort zu haben. Außerdem bietet diese Farbe viele Möglichkeiten, zusätzliche Karten zu ziehen. Der direkte Kampf mit Kreaturen steht weniger im Vordergrund als bei anderen Farben. Blaues Mana wird standardmäßig aus Inseln generiert. Blau ist alliiert mit Schwarz und Weiß, verfeindet mit Rot und Grün.
SchwarzHintergrund: Schwarz steht als Gegenpol zu Weiß für Tod, schwarze Magie, Nekromantie, Egoismus, Korruption und grenzenlose Ambitionen.
Spielweise: Eine Besonderheit von Schwarz sind sehr starke und billige Karten, die jedoch die eigenen Lebenspunkte reduzieren oder andere Nachteile mit sich bringen. Oft können auch Karten aus dem Ablagestapel (Friedhof) wiederverwendet werden oder gegen Lebenspunkte zusätzliche Karten aus der Bibliothek gezogen werden. Weitere Möglichkeiten schwarzer Karten sind, den Gegner Karten abwerfen zu lassen oder schon im Spiel befindliche Kreaturenkarten zu zerstören. Schwarzes Mana wird standardmäßig aus Sümpfen generiert. Schwarz ist alliiert mit Rot und Blau, verfeindet mit Weiß und Grün.
RotHintergrund: Rot steht für Feuer, Blitze, Aggression, Zerstörung, direktes Vorgehen und rohe Gewalt, sowie für Lebewesen des Gebirges.
Spielweise: Generell setzt Rot darauf, dem Gegner durch schnelle Angriffe mit relativ billigen Kreaturen Schaden zuzufügen. Zusätzlicher Schaden kommt von so genannten „Brennzaubern“ (mit entsprechenden Namen wie Feuerball oder Blitzschlag), die dem Gegner oder seinen Kreaturen direkt Schaden zufügen. Rotes Mana wird standardmäßig aus Gebirgen generiert. Rot ist alliiert mit Schwarz und Grün, verfeindet mit Blau und Weiß.
GrünHintergrund: Grün steht für Wachstum, Waldwesen, Naturverbundenheit, oft mit maschinenstürmerischen Tendenzen und Größe.
Spielweise: Die Stärke von Grün sind „große“ Kreaturen mit hohen Werten für Stärke und Widerstandskraft sowie Zauber, die diese Werte noch zusätzlich erhöhen können. Viele Karten bieten außerdem die Möglichkeit, zusätzliches Mana zu produzieren oder mehr als ein Land pro Zug ins Spiel zu bringen, sodass man das nötige Mana für große Kreaturen schneller bezahlen kann. Das Thema der Naturverbundenheit spiegelt sich in der Fähigkeit wider, „künstliche“ Dinge wie Artefakte oder Verzauberungen zu zerstören. Grünes Mana wird standardmäßig aus Wäldern generiert. Grün ist alliiert mit Weiß und Rot, verfeindet mit Schwarz und Blau.
Neben diesen fünf Farben gibt es außerdem folgende Karten:
FarblosFarblos ist keine eigene Farbe, es bedeutet vielmehr die Abwesenheit einer Farbzugehörigkeit. Lange Zeit beschränkten farblose Karten sich auf Artefakte, die im Allgemeinen keine der spezifischen Stärken oder Schwächen der fünf Farben aufweisen. Seit dem 2009 erschienenen Zendikar-Block können auch andere Kartentypen farblos sein: in dieser Edition repräsentiert die Farblosigkeit eine Art Kosmisches Grauen, ähnlich dem von Lovecraft im Cthulhu-Mythos beschriebenen. Farblose Karten können mit beliebigem Mana und zusammen mit beliebigen Deckfarben gespielt werden. Farblose Karten wurden anfangs mit einem braunen Rahmen, seit der 2003 erschienenen Achten Edition werden sie mit einem grauen Rahmen dargestellt. Länder gelten ebenfalls als farblos.
MehrfarbigMehrfarbige Karten (die aufgrund der Farbe ihres üblichen Kartenrahmens auch als goldene Karten bezeichnet werden) sind Karten, die mehreren Farben gleichzeitig angehören und die Vorteile, aber auch Nachteile der Farben, denen sie angehören, miteinander verbinden können. Grundsätzlich gilt: Je mehr Farben eine Karte angehört, desto schwerer wird es, sie sinnvoll in ein Deck zu integrieren, da die jeweiligen Manafarben produziert werden müssen. Oft können die Fähigkeiten einer mehrfarbigen Karte diesen Nachteil wettmachen.
HybridIn der 2005 erschienenen Edition Ravnica: Stadt der Gilden gibt es erstmals so genannte Hybrid-Karten. Sie ähneln den mehrfarbigen Karten, aber im Gegensatz zu diesen kann jedes Mana hier mit der einen oder der anderen Farbe bezahlt werden. Sie sind damit leichter in ein Deck zu integrieren. Der Kartenrahmen dieser Hybridkarten ist ein fließender Übergang von der einen zu der anderen Farbe.
Phyrexianisch
Erstmal in 2011 in "New Phyrexia"  erschienen, erlaubt dieses Mana einem entweder die jeweilige Manafarbe zu bezahlen oder 2 Leben.  Dadurch wird dem Spieler eine gewisse Flexibilität gegeben. Das phyrexianische Mana wird durch den griechischen Buchstaben "phi", welcher transparent mit der jeweiligen Manafarbe hinterlegt ist, repräsentiert.

### Kartentypen
Jede Magic-Karte gehört mindestens einer der folgenden Kartentypen an. Zu den meisten Kartentypen gibt es auch noch Untertypen, wobei eine einzelne Karte keinem, einem oder mehreren Untertypen angehören kann.
Karten vom Typ Hexerei oder Spontanzauber sind Karten mit einem einmaligen Effekt: Nach dem Ausspielen aus der Hand wird der Effekt durchgeführt und die Karte auf den Ablagestapel (Friedhof) gelegt. Alle anderen Karten sind bleibende Karten, die nach dem Ausspielen aus der Hand dauerhaft auf der Spielfläche bestehen bleiben und dann einen bleibenden Effekt haben.
LandLänder sind die grundlegenden Ressourcen des Spieles, da sie Mana in den verschiedenen Farben produzieren können. Es gibt korrespondierend zu den fünf Manafarben (weiß, blau, schwarz, rot, grün) fünf verschiedene Standardländer (Ebene, Insel, Sumpf, Gebirge, Wald), welche jeweils pro Runde einen Manapunkt ihrer zugeordneten Farbe produzieren können. Neben den Standardländern gibt es eine Vielzahl anderer Länder, die teilweise die Fähigkeit haben, Mana verschiedener Farben zu erzeugen oder andere Effekte besitzen. Derzeit gibt es insgesamt 13 Untertypen von Ländern. Das Ausspielen eines Standardlandes ist kostenlos; jeder Spieler darf in seinem eigenen Zug nur ein Land ausspielen. Länder gelten im Gegensatz zu allen anderen Kartentypen nicht als Zaubersprüche und können daher nicht während des Ausspielens neutralisiert oder modifiziert werden.
KreaturDer häufigste Kartentyp bei Magic sind Kreaturen. Nach dem Ausspielen aus der Hand bleiben sie auf dem Spielfeld liegen und können nun „kämpfen“ und damit Spielern, Planeswalkern oder anderen Kreaturen Schaden zufügen. Hierzu verfügen sie über den Wert Stärke, der angibt, wie viel Schaden die Kreatur austeilen kann und einen Wert Widerstand, der angibt bei wie viel eingestecktem Schaden sie selbst stirbt. Kreaturen können im eigenen Zug einen gegnerischen Spieler oder einen gegnerischen Planeswalker angreifen. Wird man selbst oder ein eigener Planeswalker im gegnerischen Zug angegriffen, können eigene Kreaturen jeweils einen gegnerischen Angreifer blocken. Neben ihren Werten Stärke und Widerstand können Kreaturen noch Zusatzfähigkeiten haben. Es gibt sehr viele verschiedene Untertypen von Kreaturen.
VerzauberungVerzauberungen haben entweder einen dauerhaften Effekt (Beispiel: „Alle weißen Kreaturen erhalten +1 Stärke“) oder Effekte, die man bei Bedarf aktivieren kann (Beispiel: „Zahle ein rotes Mana: Eine Kreatur deiner Wahl erhält bis zum Ende des Zuges +1 Stärke“) oder in bestimmten Situationen automatisch eintreten (Beispiel: „Immer wenn eine Kreatur angreift, nimmt der angreifende Spieler einen Punkt Schaden“). Neben diesen globalen Verzauberungen gibt es den Untertyp Aura, welche eine andere Karte verzaubert, also nur auf dieser Karte wirkt. Wird die verzauberte Karte zerstört, wird auch eine zugehörige Aura zerstört. Weiter gibt es bei den Verzauberungen die Untertypen Fluch und Schrein.
ArtefaktArtefakte sind den Verzauberungen ähnlich. Sie werden ebenfalls als bleibende Karten ausgespielt. Der wesentliche Unterschied zu den Verzauberungen ist, dass Artefakte im Allgemeinen farblos sind, also mit Mana beliebiger Farbe gespielt werden können. Artefakte stellen meist unbelebte Gegenstände, beispielsweise Waffen, Rüstungen oder Talismane dar. Ein spezieller Untertyp der Artefakte sind die Ausrüstungen, die ähnlich den Auren an Kreaturen angelegt werden können. Beim Zerstören der Kreatur wird das Artefakt allerdings nicht zerstört, sondern kann später bei einer anderen Kreatur angelegt werden. Weitere Untertypen sind Befestigung und Gerät.
PlaneswalkerSeit der 2007 erschienenen Edition Lorwyn gibt es den Kartentyp Planeswalker (anfangs in der deutschen Ausgabe Weltenwanderer genannt). Wie auch die Spieler selbst sind sie Weltenwanderer, die man als Verbündete in seinen Kampf rufen kann. Sie stellen eine Anzahl an Fähigkeiten zur Verfügung, die jeweils dem Hintergrund des Weltenwanderers entsprechen. Jeder Planeswalker kommt mit einem Loyalitätswert ins Spiel. Sinkt dieser Wert auf 0, verlässt der Planeswalker das Spiel und wird auf den Ablagestapel (Friedhof) gelegt. Planeswalker können wie normale Spieler angegriffen und verteidigt werden, besitzen aber keine eigenen Handkarten. Bislang gibt es 20 verschiedene Planeswalkertypen.
HexereiHexereien entfalten beim Ausspielen aus der Hand eine einmalige Wirkung und werden nach dem Wirken auf den Friedhof abgeworfen.
SpontanzauberSpontanzauber besitzen ähnlich wie Hexereien eine einmalige Wirkung und werden nach dem Ausspielen abgeworfen. Anders als alle anderen Kartentypen, die nur während einer eigenen Hauptphase gespielt werden können, können Spontanzauber zu fast jeder Zeit gespielt werden, insbesondere auch dann, wenn ein Spieler nicht am Zug ist. Sie können als Reaktion auf andere Zaubersprüche eingesetzt werden, sodass Sprüche, die gerade gespielt wurden, neutralisiert oder in ihrer Wirkung verändert werden. In älteren Editionen findet man noch die Kartentypen „Unterbrechungszauber“ und „Manaquelle“; diese Typen sind mit den Regelrevisionen von 1997 weggefallen, Karten dieser Typen werden wie Spontanzauber gespielt.
Des Weiteren gibt es noch die Kartentypen Komplott, Phänomen, Stammeskarte, Vanguard und Weltenkarte. Eine Karte mit dem Typ Stammeskarte hat immer noch einen weiteren Kartentyp. Die anderen Kartentypen werden lediglich in speziellen Mehrspielervarianten verwendet.
Fernerhin existieren Karten die mehrere Typen kombinieren, wie beispielsweise Artefaktkreaturen.

### Spielablauf
Die Spieler haben jeweils abwechselnd (oder reihum bei mehreren Spielern) einen Zug. Mit Ausnahme des ersten Zuges im Spiel zieht der Spieler, der an der Reihe ist, zu Beginn seines Zuges eine Karte aus seiner Bibliothek. In seinem Zug kann ein Spieler jeweils maximal ein Land ausspielen. Länder sind die Standardquelle für Mana, welches man benötigt, um die Kosten der anderen Karten wie Hexereien, Kreaturen oder Artefakte zu bezahlen.
Während eines Zuges kann ein Spieler einmal mit einer Auswahl seiner Kreaturen andere Spieler oder deren Planeswalker angreifen. Die verteidigenden Spieler können ihrerseits mit ihren Kreaturen die angreifenden Kreaturen blocken. Die blockenden und geblockten Kreaturen fügen einander Schaden in Höhe ihres Angriffswertes zu, alle ungeblockten Angreifer dem verteidigenden Spieler bzw. seinen Planeswalkern. Alle Kreaturen, die mindestens so viel Schaden erhalten haben, wie ihr Widerstandswert beträgt, werden zerstört. Dieser Schaden wird jedoch nicht in den folgenden Zug übernommen.
Mit Ausnahme von Spontanzaubern können Karten nur während des eigenen Zuges, außerhalb des Kampfes, ausgespielt werden. Dem gegenüber können Spontanzauber sowie Fähigkeiten von bereits im Spiel befindlichen Ländern, Kreaturen, Verzauberungen und Artefakten immer – also auch in den Zügen anderer Spieler – verwendet werden.
Ausnahmen von diesen beiden Regeln müssen ausdrücklich im Text der entsprechenden Karte vermerkt sein.

#### Das Ausspielen der Karten
Wenn ein Spieler einen Zauberspruch ausspricht, haben die anderen Spieler reihum die Möglichkeit, darauf mit Spontanzaubern oder Fähigkeiten zu reagieren. Dabei werden die jeweils zuletzt gewirkten Zaubersprüche und Fähigkeiten nach dem Last-in-First-out-Prinzip zuerst abgearbeitet. Dadurch lassen sich beispielsweise Zaubersprüche neutralisieren oder Kreaturen verstärken, bevor sie Schaden erhalten.

### Regeln

#### Die Goldene Regel
Eine Besonderheit von Magic: The Gathering ist die sogenannte Goldene Regel (englisch: Golden Rule).
Diese Regelung besagt, dass jede Regel durch Kartentexte modifiziert oder überschrieben werden kann. So werden starre Regelmechanismen aufgebrochen und eine Vielzahl an möglichen Strategien, Spielzügen und Spielfolgen entsteht.

#### Errata und Regelergänzungen
Aus der Goldenen Regel sowie dem ständig neuen Erscheinen von Magic-Karten ergibt sich die Situation, dass alte Regeln häufig nicht mehr ausreichen, um ein ausgewogenes Spiel zu gewährleisten. Daher werden nicht nur die Karten, sondern auch die Regeln ständig erweitert. Häufig geschieht dies zusammen mit neuen Editionen, wobei unter anderem neue Spielmechaniken regeltechnisch behandelt werden, sowie einige Monate nach dem Erscheinen neuer Editionen, wenn sich mögliche Regellücken offenbaren. Dies kann dann beispielsweise zum Bannen unausgewogener Karten, häufig auch aus älteren Editionen führen.
Gelegentlich werden auch alte Regeln verändert, häufig, um das Spielen einfacher und übersichtlicher zu machen.
Eine Änderung der Regeln bedeutet dabei nicht, dass die Regeln Vorrang vor den Kartentexten erhalten, sondern sie steckt vielmehr die Rahmenbedingungen ab, unter denen die Karten funktionieren. So kann eine Regeländerung, die den Ablauf eines Zuges verändert, dazu führen, dass bestehende Karten in dem veränderten Kontext nicht mehr die gewohnten Effekte haben. Beispielhaft seien diverse Änderungen im Rahmen der Veröffentlichung des Hauptsets Magic 2010 genannt.
Weitere Regelerweiterungen sind die sogenannten Errata, die für einzelne Karten veröffentlicht werden und Regelunklarheiten oder -neuerungen speziell für diese Karte erläutern.

## Die Karten

### Aufbau der Karten

Beispiele für Karten in den unterschiedlichen Designs.
Links: Das Design zwischen 1993 und 2003
Mitte: Das Design ab der 2003 erschienenen Achten Edition (Modern)
Rechts: Das Design der „futureshifted“ Karten aus der 2007 erschienenen Edition „Blick in die Zukunft“

Die Karten haben etwa die Größe herkömmlicher Spielkarten und sind aus festem Spezialkarton.
Das Bild auf der Rückseite ist über die Jahre gleich geblieben, damit man auch mit alten Karten spielen kann. Deshalb ist dort noch heute ein Kugelschreiber-Strich zu sehen, der versehentlich auf der Druckvorlage gemacht wurde (durch das T und das R von DECKMASTER).
Die Vorderseite einer Karte besteht aus einem schwarzen oder weißen Rand, einem farbigen Rahmen, dem Kartennamen, den Manakosten, einem Bild, dem Kartentyp, dem Editionssymbol, dem Kartentext, dem Anekdotentext, dem Namen des Künstlers, dem Copyright-Vermerk, der Sammelkartennummer, sowie bei Kreaturenkarten der Angabe der Stärke und Widerstandskraft der Kreatur.
Mit dem Erscheinen der Achten Edition im Juli 2003 wurde das Layout der Vorderseite der Karten durch eine moderner wirkende Version ersetzt. Das betrifft aber nur die optischen Elemente wie Rahmen, Schriftarten usw.; der oben beschriebene Inhalt einer Karte blieb gleich. Weitere Designänderungen traten bei den 2007 erschienenen Editionen „Weltenchaos“ und „Blick in die Zukunft“ auf, sie waren aber nur vorübergehend. Mit der Edition Magic 2015 wurde das Design leicht überarbeitet; seitdem tragen seltene Karten als zusätzliches Sicherheitsmerkmal ein silbern schimmerndes Hologramm mit dem Magic-the-Gathering-Logo unten mittig.

### Editionen
Magic wird in unterschiedlichen Editionen verkauft, die unterschiedliche, meist neue Karten enthalten. Heutzutage wird pro Jahr ein so genannter Block herausgebracht. Ein solcher Block besteht meist aus drei zusammengehörigen Editionen, wobei die erste Edition mehr Karten enthält. Zusätzlich wird jedes Jahr ein so genanntes Hauptset veröffentlicht. Früher bestanden Hauptsets vollständig aus Reprints, also bereits in vorherigen Editionen veröffentlichte Karten; seit dem elften Hauptset Magic 2010 bestehen sie allerdings etwa zur Hälfte aus neuen Karten. Zudem sind die Karten der Hauptsets von den Spieleffekten her eher einfach gehalten, um sie für Anfänger attraktiver zu machen. Es gibt bisher über 50 Editionen.

### DiePower Nine
Die wertvollsten Karten in Magic: The Gathering werden unter dem Begriff Power 9 (kurz P9) zusammengefasst. Alle P9-Karten dürfen nur im Format Vintage gespielt werden (außer Timetwister, welche in Commander/EDH gespielt werden darf) und sind auch dort restricted, das heißt, sie dürfen in jedem Deck maximal einmal vorkommen. Die Karten stammen aus den ersten Editionen und waren nur in Alpha, Beta und Unlimited vorhanden. Damals wurde die Stärke von Karten oft falsch eingeschätzt und vor allem Manafähigkeiten, wie sie die meisten der Power 9 aufweisen, stark unterschätzt. In den späteren Editionen versuchte man, die Karten besser zu balancieren, übermächtige Karten wie die Power 9 wurden nicht mehr gedruckt. Die wohl bekannteste Power-9-Karte ist der Black Lotus. Sie gilt als die wertvollste Magic-Karte und kann, je nach Edition und Zustand, mehrere zehntausend Euro wert sein.
Die Power 9 sind die Mana-Artefakte Black Lotus, Mox Sapphire, Mox Jet, Mox Ruby, Mox Pearl und Mox Emerald sowie Time Walk, Ancestral Recall und Timetwister, deren Effekte später auf Karten mit deutlich höheren Mana-Kosten wieder auftauchten.
Gelegentlich werden Library of Alexandria und Bazaar of Baghdad, zwei Kartenziehländer als sogenannte Semi-Power-Karten bezeichnet.
Noch heute werden diese Karten auf den Turnieren, auf denen sie legal sind, den so genannten Vintageturnieren, gespielt und gelten dort nicht selten als eine Bedingung, um, zumindest auf größeren Turnieren, erfolgreich zu sein. Allerdings handelt es sich bei Vintage, unter anderem wegen der hohen Preise der Power 9, um das mit Abstand am seltensten gespielte Format auf sanktionierten Turnieren.

## Kosten

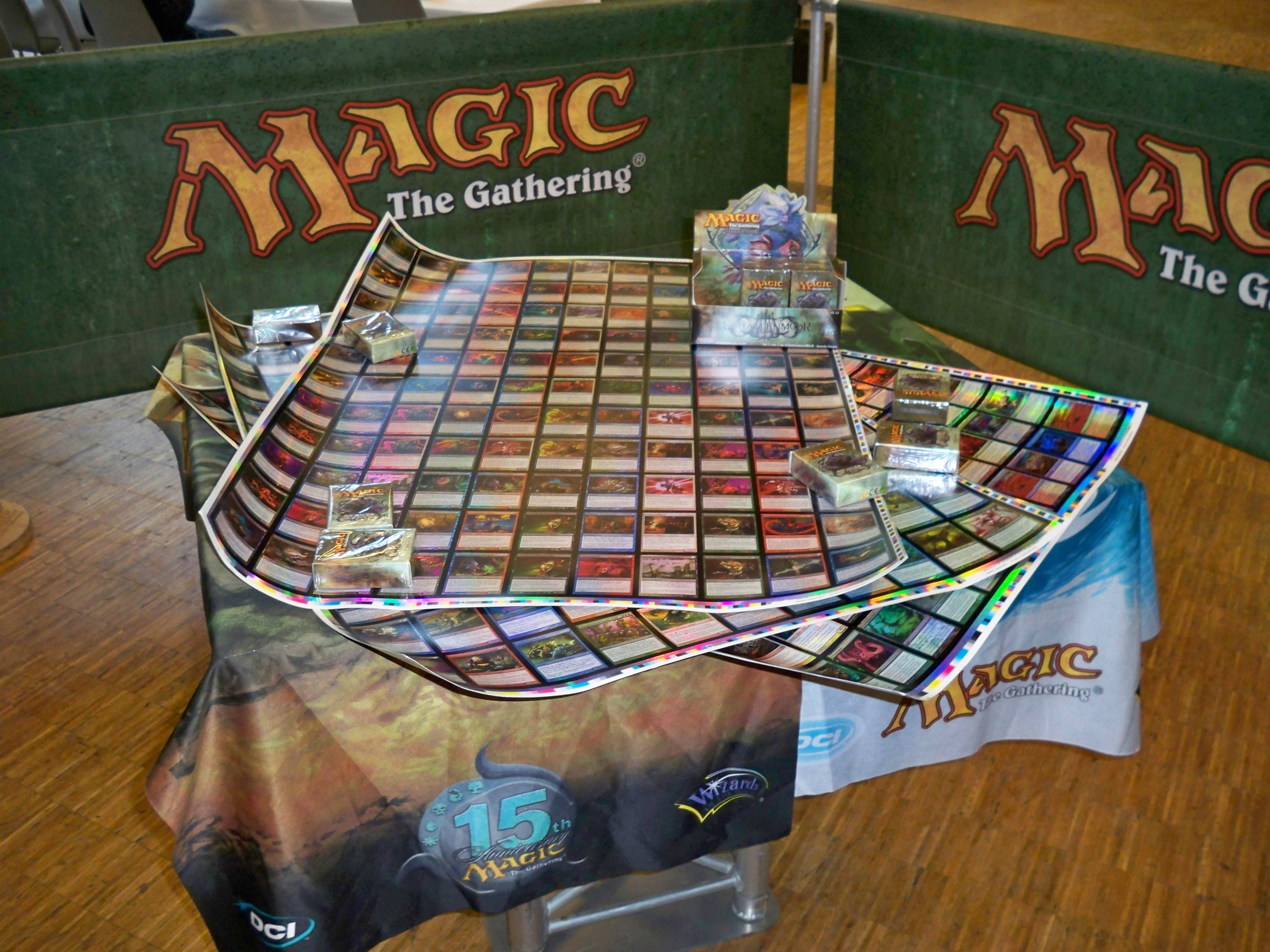
Foil-Druckbögen von Magic-Karten. Zum Beschweren wurden hier Turnierpackungen sowie ein Aufsteller (Display) für Turnierpackungen verwendet.

### Karten
Wie viel Geld man für das Spiel ausgibt, ist letztendlich jedem Spieler selbst überlassen. Einzelne Booster sind ab einem Preis von etwa 3 Euro erhältlich, während Intro-Packs (beinhalten 90 Karten) ca. 10 Euro und Themendecks (beinhalten 60 Karten) 12,99 Euro kosten. Viele Spieler kaufen darüber hinaus jedoch auch gezielt einzelne Karten.
Welcome Decks beinhalten 2 Decks mit jeweils 30 Karten und sind kostenfrei in Partnergeschäften erhältlich.
Auf so genannten Limited-Turnieren spielt man nur mit Karten aus ungeöffneten Boostern, die man erst auf dem Turnier erhält, wodurch die Kosten kalkulierbar bleiben. Für so genannte Constructed-Turniere und natürlich das private Spiel (so genanntes casual play), wofür man sein Deck vorkonstruiert mitbringt, schwankt der Preis je nach Kosten der Einzelkarten, die man sich zusammenstellt. Hier ist der Preis im Wesentlichen von der Beschaffungsart der Karten abhängig (entweder man kauft Booster und baut seine Decks aus den vorhandenen Karten oder man plant Decks im Vorweg und kauft sich die nötigen Einzelkarten zusammen – auch eine Mischung beider Varianten ist durchaus verbreitet). Hinzu kommt in jedem Fall der größte Vorteil eines Sammelkartenspiels: Die Spieler können Karten untereinander tauschen, was für viele Spieler auch einen großen Reiz an Magic und anderen Sammelkartenspielen ausmacht.
Da Magic ein Sammelkartenspiel ist und es auch einmalige Karten gibt, besitzt niemand einen kompletten Satz Karten. Aus der Kombination zwischen Spielwert und Seltenheit, also Auflage, entsteht der Marktwert einer einzelnen Karte. Die derzeit teuerste turnierlegale Magic-Karte ist der Black Lotus, siehe Die Power Nine.

### Zubehör
Um die Karten während des Spiels vor Abnutzung zu schützen, benutzen die meisten Spieler durchsichtige Kartenhüllen. Zur Aufbewahrung von Karten werden spezielle Ordner verwendet. Diese Ordner wurden ursprünglich für andere Sammelkartenspiele (beispielsweise Baseball-Karten) verwendet. Ganze Decks werden vielfach auch in sogenannten Deckboxen aufbewahrt. Dabei handelt es sich um Schatullen, die an das Format der Karten angepasst sind.
Unverzichtbar ist auch die eine oder andere Methode zum Lebenspunktezählen. Dies geschieht durch reguläre Würfel (2W10, W20 o. a.), Spindown-Würfel (hier sind die Werte mit dem nächstkleineren Wert nebeneinander angeordnet), Zähler-Apps, Drehscheiben, (digitale) Schreibblöcke, Abakusse, Marker oder mechanische Lebenspunktezähler (gerade beim sogenannten Commander-Format beliebt).
Speziell für Sammler gibt es die graded cards. Dabei werden von Agenturen die Karten auf ihre Echtheit überprüft – und hinsichtlich ihres Erhaltungszustandes bewertet. „Gegradet“ wird von 0 bis 10 (= Bestzustand). Diese so zertifizierten Karten werden von diesen kommerziellen Gradern in eine feste Kunststoffhülle gesteckt, aus denen sie nur noch gewaltsam entfernt werden können. Graded cards lassen sich also nicht zu einem üblichen Kartendeck hinzufügen.

## Verkauf

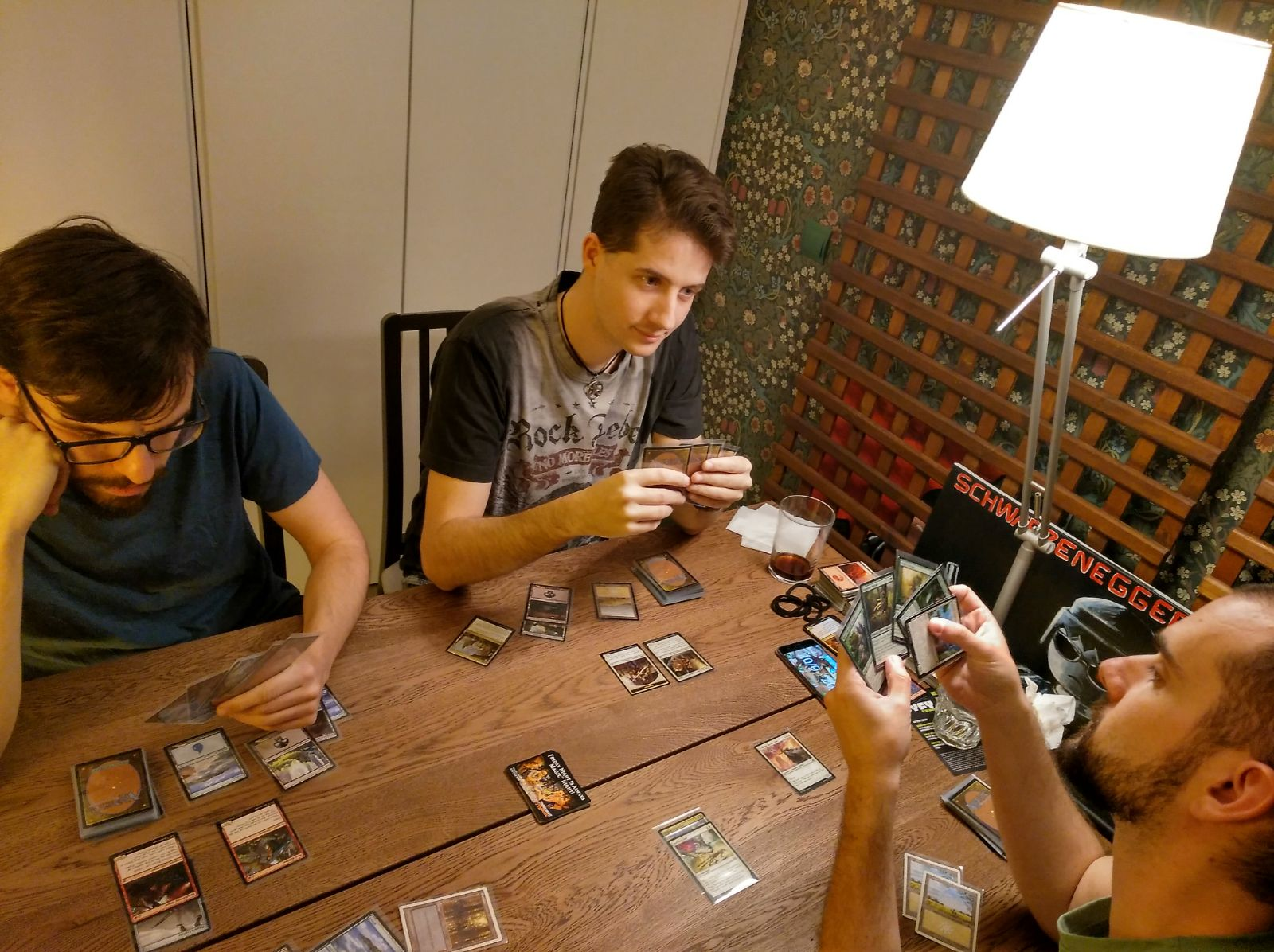
Gruppe von Spielern

Die Karten werden in so genannten Booster Packs (kurz Booster) verkauft, die zufällig einsortierte Karten enthalten. Die Verteilung der Karten innerhalb der Packungen erfolgt dennoch nach einem feststehenden Schema. Unter erfahreneren Spielern ist es üblich, statt einzelner Booster ganze Aufsteller (sogenannte Displays) mit je 36 Boostern zu kaufen. Bis zur 2008 erschienenen Edition Fragmente von Alara wurden die Karten der jeweils ersten Edition eines Blocks auch in Turnierpackungen mit je 45 Karten und 30 Standardländern verkauft.
Jede Karte ist einer von vier Seltenheitsstufen zugeordnet, die seit der 1998 erschienenen Edition Exodus anhand der Farbe des Editionssymbols erkennbar ist. Karten der Kategorie rare („selten“) haben ein goldenes, Karten der Kategorie uncommon („ungewöhnlich“) ein silbernes und solche der Kategorie common („häufig“) ein schwarzes Editionssymbol. Mit der Edition Fragmente von Alara ist die vierte Seltenheitsstufe mythic („sagenhaft“) eingeführt worden. Diese ersetzt in rund jedem achten Booster die seltene Karte.
In einem Booster befinden sich üblicherweise 15 Karten: eine Rare- oder Mythic-, drei Uncommon- und elf Common-Karten. Eine Turnierpackung enthielt drei Rare-, zehn Uncommon- und 32 Common-Karten sowie 30 Standardländer (sechs von jeder Art). Zusätzlich existieren noch spielfertige vorkonstruierte Decks aus 60 Karten, sogenannte Themendecks, die zum einen die neuen Spielmechanismen der jeweiligen Edition vorstellen und zum anderen besonders für Anfänger gedacht sind. Mit dem Erscheinen von Fragmente von Alara wurden die Themendecks durch Intro-Packs ersetzt. In diesen Packs sind aktuell sechzig Spielkarten (eine davon als Premium-Variante) und zwei Booster der jeweiligen Edition enthalten. Sie sind, wie zuvor die Themendecks, vorsortiert und sollen in die neue Edition einführen.
In Boostern und Turnierpackungen werden Premium-Karten im Verhältnis 1:70 eingemischt, die einen Reflexionseffekt (englisch foil „(Metall-)Folie“) besitzen. Diese Karten haben einen höheren Sammlerwert, unterscheiden sich spieltechnisch jedoch nicht von anderen Karten. Seit der 2006 erschienenen Edition „Zeitspirale“ (Time Spiral) ersetzen Foils nicht mehr in Boostern eine Karte mit derselben Seltenheitsstufe, sondern eine häufige (common) Karte, sodass ein Booster auch zwei seltene Karten enthalten kann.
Seit der 2007 erschienenen zehnten Edition ist in jedem Booster eine sechzehnte Karte enthalten. Diese Karte kann eine Tokenkarte (Spielsteinfiguren-Karte; sie kann als Spielstein benutzt werden, dessen Figur von in der Edition enthaltenen Karten erzeugt wird) sein oder eine „Tipps-und-Tricks-Karte“, die Basisregelwissen vermittelt.

## Turniere

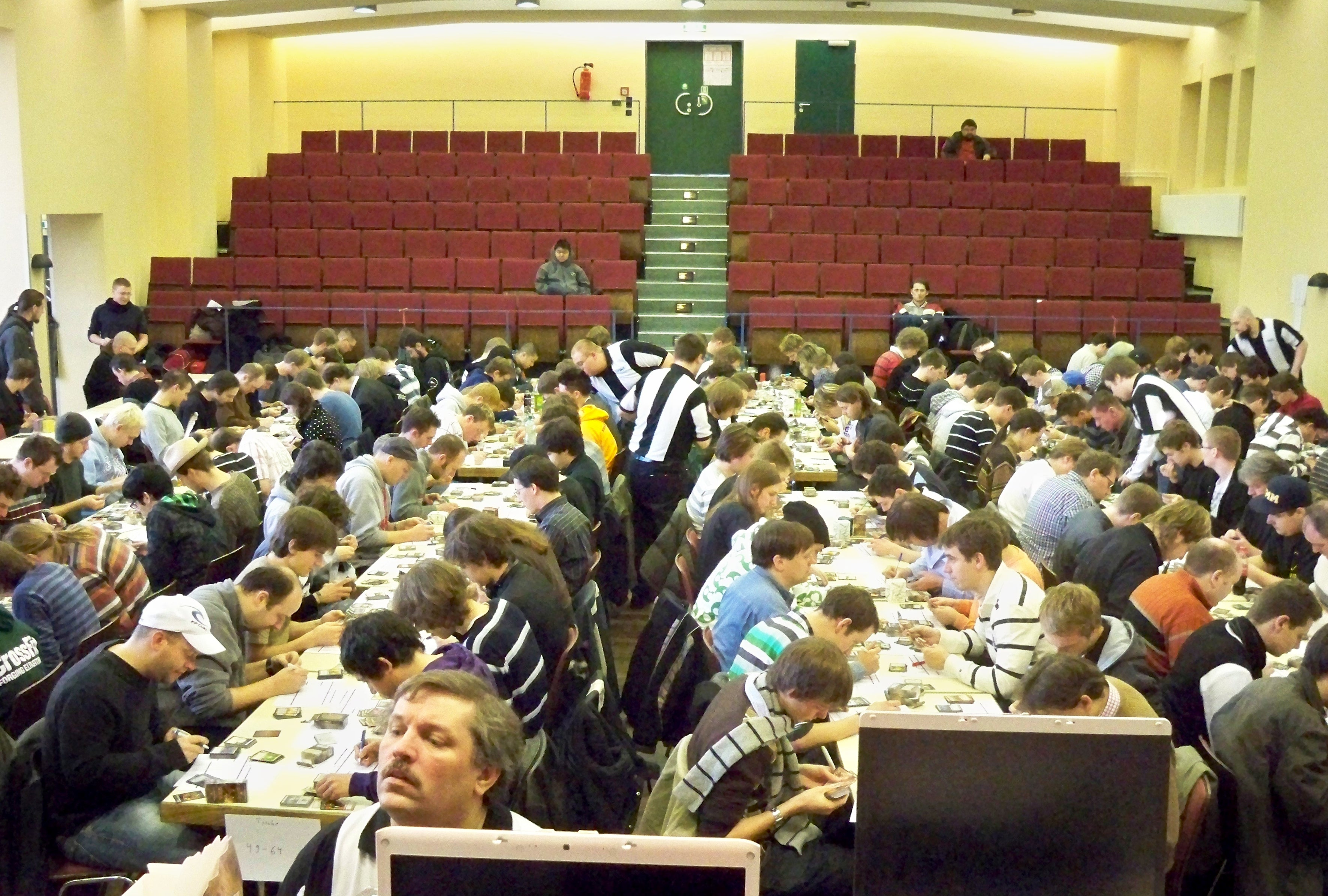
Magic-Spieler auf einem Turnier (2008 Frankfurt)

Neben der Möglichkeit, Magic unter Freunden zu spielen (casual play) gibt es auch eine Vielzahl verschiedener Turniere. Diese reichen von nicht so ernsthaften Turnieren wie Prereleases (auf denen neue Editionen vorgestellt werden) und Friday Night Magic (die jeden Freitag in eher kleinerer Runde veranstaltet werden) bis hin zur Pro Tour oder den Weltmeisterschaften, auf denen größere Geldbeträge gewonnen werden können.
Bei offiziellen Turnieren wird zwischen so genannten Formaten, das heißt unterschiedlichen Arten, die Karten zusammenzustellen, unterschieden. Diese Formate unterteilen sich in die Gruppen Constructed und Limited. Bei Constructed-Turnieren bringen die Spieler ihre eigenen Decks mit, die aus mindestens 60 Karten bestehen müssen und nach bestimmten Regeln gebaut wurden. Bei Limited-Turnieren erhalten die Spieler zufällig Karten aus noch ungeöffneten Boostern und müssen daraus Decks von mindestens 40 Karten bauen. Oft werden die Karten dabei mittels eines so genannten Drafts zugewiesen, bei dem die Spieler untereinander um bestimmte Karten konkurrieren.

## Sonstige Produkte

### Computerspiele
Magic wurde 1997 von MicroProse auch als Computerspiel namens Shandalar herausgebracht. Es ermöglichte zunächst nur Spiele gegen den Computer, durch eine Erweiterung von 1998 waren auch Onlinespiele möglich. Das Programm enthält, inklusive der Erweiterungen, 480 verschiedene Karten, aus denen der Spieler sein Deck zusammenstellen kann, darunter auch Karten, die speziell für das Computerspiel entwickelt wurden. Anfang 1998 wurde die Versorgung mit weiteren Karten eingestellt.
2002 kam ein neues Spiel mit vollkommen anderem Konzept auf den Markt: Mit Magic: The Gathering Online sind nur noch Spiele gegen andere (menschliche) Spieler über einen Internetserver möglich, dafür jedoch mit Unterstützung diverser bekannter Formate. Neu ist auch, dass zwar die Software kostenlos ist, man aber die virtuellen Karten wie die Papierversion zunächst kaufen muss. Diese sind – wenn überhaupt – nur geringfügig billiger als echte Karten. Auch Tausch und Verkauf von Karten sind – ebenfalls über einen Internetserver – möglich. Unterstützt werden alle Karten ab der 2001 erschienenen siebten Edition sowie Karten aus 1996 bis 1997 erschienenem Mirage-Block (deutsch: „Trugbilder“). Allerdings werden nach und nach mehr ältere Blöcke hinzugefügt. Magic Online wird gezielt als fast gleichberechtigt zum Kartenspiel ausgebaut. So gibt es auch online sanktionierte Turniere mit Boosterpreisen und seit 2006 auch Teilnehmer an den Weltmeisterschaften, die sich über Onlineturniere qualifizieren.
Beide offiziellen Spiele überprüfen alle Regeln auf Einhaltung und erschweren das Betrügen somit maßgeblich.
Es gibt auch kostenlose Software, um Magic über Internet oder LAN zu spielen. Zu nennen ist hier vor allem Magic Workstation. Theoretisch stehen hier alle Karten aller Editionen kostenlos zur Verfügung. Die Kartenabbildungen können bei Magic Workstation nachträglich aus dem inzwischen sehr umfangreichen Bildmaterial über das Internet integriert werden. Dabei findet allerdings keinerlei Überprüfung der Regeln statt – auch nicht im Rahmen einer Kontrolle etwa, wie viele Karten gezogen wurden oder dergleichen. Nahezu alle Aktionen und Parameter können manuell variiert werden, sodass die Spielpartner auf gegenseitige Fairness und die technische Beherrschung der Software angewiesen sind. Es ist außerdem fast unmöglich, an nicht-englische Karten zu kommen. Die Magic Workstation (MWS) kann in einer eingeschränkten Variante kostenlos bezogen werden, allerdings muss der Benutzer beim Spielstart einige Sekunden warten und während des Spiels werden Werbebanner eingeblendet. Die kostenpflichtige Version (ca. 24 Euro) hat diese Nachteile nicht und zusätzliche Vorteile.
Auch Apprentice ermöglicht Online-Spiele.
Seit 2009 gibt es als kostenlose Online-Alternative Cockatrice. Dieses Programm hat den Vorteil, dass seine Kartendatenbank weniger Speicherplatz als die vollständige Datenbank von MWS benötigt und zudem werbefrei ist.
Darüber hinaus existieren mittlerweile eine ganze Reihe größtenteils durch private Initiativen frei verfügbare Adaptionen, darunter:
- BotArena, Windows-Programm in C++, KI, auch im Netzwerk, nur bis zu zwei menschliche Spieler, >10.500 Karten
- Forge, eine Java-basierte Variante mit einfacher künstlicher Intelligenz (KI) und mehr als 13.000 unterstützten Karten
- Incantus, Python-basiert, keine KI, auch im Netzwerk, >2.500 Karten
- jMagic, Java-basiert, keine KI
- Magarena, Java-basiert, KI, >3.000 Karten
- Mage, Java-basiert, so gut wie keine KI, auch für Mehrspieler-Partien, auch im Netzwerk, >6.000 Karten
- Magicgrove, Windows-Programm in C#/Xaml, einfache KI, >400 Karten
- MagicWars, kontrollierte Regeleinhaltung
- Manalink, Windows-Programm in C++, einfache KI, >8.500 Karten
- Wagic, Clients für diverse Betriebssysteme inkl. iOS, Android und PSP, einfache KI, >9.000 Karten
- XMage[23], Java-basiert, Client-Server-Anwendung, >25.500 Karten (Dazu gehören auch inoffizielle, von der Community erstellte, Karten)[24]

Ein weiteres Spiel ist Magic: The Gathering – Battlegrounds, welches im November 2003 erschien und von der Firma Atari produziert wurde. Dabei wird allerdings nicht das Kartenspiel simuliert, sondern es treten Charaktere aus dem Magic-Universum in einem dem Genre Beat ’em up ähnlichen Duell gegeneinander an.
Im Juni 2009 ist Magic: The Gathering – Duels of the Planeswalkers als XBLA-Titel auf der Xbox 360, im Juni 2010 für den PC über Steam und im Dezember 2010 für Playstation 3 erschienen. Es simuliert das Kartenspiel, ist aber in der Kartenanzahl stark begrenzt. Für diesen Titel gibt es mittlerweile drei DLCs.
Seit Januar 2011 existiert mit Magic: The Gathering – Tactics ein Free-to-play Spiel (Rundenstrategie) für den PC.
Seit Juni 2011 gibt es den Nachfolger von Magic: The Gathering – Duels of the Planeswalkers Magic: The Gathering – Duels of the Planeswalkers 2012. Für diesen Titel existieren mittlerweile ein Expansion Pack und drei Decks als DLC.
Ende Juni 2012 erschien abermals ein Magic-Spiel für Xbox Live, Magic: The Gathering – Duels of the Planeswalkers 2013. Dieser Titel beinhaltet neue Regeln und Karten, die mit dem Hauptset 2013 eingeführt werden. Varianten existieren auch für iOS und Android.
Im Juli 2015 erschien das Free-to-play-Game Magic Duels, in dem Karten aus allen bis April 2017 regulär erschienen Editionen verfügbar sind.
Als Nachfolger für Duels wurde das Free-to-play-Spiel MTG Arena angekündigt, das im September 2019 veröffentlicht wurde.

### Bücher

#### Die Zyklen
Eine von mehreren Autoren verfasste Buchreihe erweitert das Produktangebot von Magic: The Gathering. Die Bücher werden zeitnah mit neuen Editionen veröffentlicht. Inhaltlich drehen sich die Bücher um Fantasywelten, in denen die Protagonisten persönliche Konflikte lösen müssen, während gleichzeitig ihr Volk oder gar die ganze Welt vom Untergang bedroht ist. Die Geschichten sind vor allem von norwegischen, arabischen oder japanischen Märchen inspiriert. Das Entwickler- und Autorenteam hinter Magic sieht sich aber auch dem Science Fiction zugehörig. Daher ist eine der Geschichten in einer maschinendominierten Welt angesiedelt. Bilder von Orten, Bewohnern und Gegenständen dieser Welten werden auf den Spielkarten abgedruckt. Im Anekdotentext befinden sich oft Zitate von den Bewohnern. Gegenstände und Lebewesen, die in den Büchern eine bedeutsame Rolle spielen, bekommen oftmals den besonderen Kartentyp Legendär. Insgesamt bieten die Bücher also eine künstlerische Ergänzung zum Spiel. Die Lektüre der Bücher setzt keine Regelkenntnisse des Spiels voraus.
Das erste Buch in deutscher Sprache aus der Magic-Reihe erschien 1995 unter dem Titel Die Arena beim Heyne Verlag. Ab dem dreizehnten Buch „Bruderkrieg“ erschienen sie in Zyklen, passend zur jeweiligen Edition. Strom der Zeiten war 1999 das vorerst letzte deutsche Buch. Zwischen 2003 und 2009 veröffentlichte der Panini Verlag alle aktuellen deutschen Bücher und auch Wandkalender. Zudem gab es immer wieder einzelne Sachbücher aus anderen Verlagen.
| Jahr               | Titel                             | Originaltitel                  | Autor                          |
| ------------------ | --------------------------------- | ------------------------------ | ------------------------------ |
| Odyssee Zyklus     |                                   |                                |                                |
| 2000               | Odyssee                           | Odyssey                        | Vance Moore                    |
| 2001               | Qualen                            | Chainer’s Torment              | Scott McGough                  |
| 2001               | Abrechnung                        | Judgment                       | Will McDermott                 |
| Aufmarsch Zyklus   |                                   |                                |                                |
| 2002               | Aufmarsch                         | Onslaught                      | J. Robert King                 |
| 2003               | Legionen                          | Legions                        | J. Robert King                 |
| 2003               | Plagen                            | Scourge                        | J. Robert King                 |
| Mirrodin Zyklus    |                                   |                                |                                |
| 2003               | Die Monde von Mirrodin            | The Moons of Mirrodin          | Will McDermott                 |
| 2004               | Das Nachtstahl-Auge               | The Darksteel Eye              | Jess Lebow                     |
| 2004               | Die Fünfte Morgenröte             | The Fifth Dawn                 | Cory J. Herndon                |
| Kamigawa Zyklus    |                                   |                                |                                |
| 2004               | Outlaw: Meister von Kamigawa      | Outlaw: Champions of Kamigawa  | Scott McGough                  |
| 2005               | Der Ketzer: Verräter von Kamigawa | Heretic: Betrayers of Kamigawa | Scott McGough                  |
| 2005               | Die Hüterin: Retter von Kamigawa  | Guardian: Saviors of Kamigawa  | Scott McGough                  |
| Ravnica Zyklus     |                                   |                                |                                |
| 2005               | Ravnica: Stadt der Gilden         | Ravnica: City of Guilds        | Cory J. Herndon                |
| 2006               | Gildenbund                        | Guildpact                      | Cory J. Herndon                |
| 2006               | Zwietracht                        | Dissension                     | Cory J. Herndon                |
| Zeitspirale Zyklus |                                   |                                |                                |
| 2006               | Zeitspirale                       | Time Spiral                    | Scott McGough                  |
| 2007               | Weltenchaos                       | Planar Chaos                   | Scott McGough, Timothy Sanders |
| 2007               | Blick in die Zukunft              | Future Sight                   | Scott McGough, John Delaney    |
| Lorwyn Zyklus      |                                   |                                |                                |
| 2007               | Lorwyn                            | Lorwyn                         | Cory J. Herndon, Scott McGough |
| 2008               | Morgenluft                        | Morningtide                    | Cory J. Herndon, Scott McGough |
| 2008               | Abendkühle                        | Eventide                       | Cory J. Herndon, Scott McGough |

#### Bücher außerhalb der Zyklen
| Jahr | Titel                        | Originaltitel         | Autor                | Seitenzahl | ISBN                   |
| ---- | ---------------------------- | --------------------- | -------------------- | ---------- | ---------------------- |
| 1994 | Die Arena                    | Arena                 | William R. Forstchen | 297        | ISBN 978-3-453-09521-2 |
| 1995 | Flüsterwald                  | Whispering Woods      | Clayton Emery        | 294        | ISBN 978-3-453-09522-9 |
| 1995 | Zerschlagene Ketten          | Shattered Chains      | Clayton Emery        | 288        | ISBN 978-3-453-09523-6 |
| 1995 | Die letzte Opferung          | Final Sacrifice       | Clayton Emery        | 312        | ISBN 978-3-453-09524-3 |
| 1995 | Das verwunschene Land        | The Cursed Land       | Teri McLaren         | 290        | ISBN 978-3-453-10955-1 |
| 1995 | Der Gobelin                  | Tapestries            | Kathy Ice            | 309        | ISBN 978-3-453-10959-9 |
| 1996 | Der verschwenderische Magier | The Prodigal Sorcerer | Mark Summer          | 304        | ISBN 978-3-453-11937-6 |
| 1996 | Die Asche der Sonne          | Ashes of the Sun      | Hanovi Braddock      | 362        | ISBN 978-3-453-11949-9 |
| 1996 | Das Lied der Zeit            | Song of Time          | Teri McLaren         | 330        | ISBN 978-3-453-12682-4 |
| 1996 | Der schlummernde Friede      | Peace Shall Sleep     | Sonia Orin Lyris     | 332        | ISBN 978-3-453-12695-4 |
| 1996 | Ferne Welten                 | Distant Planes        | Kathy Ice            | 413        | ISBN 978-3-453-13361-7 |
| 1996 | Erbe des Dunkels             | Dark Legacy           | Robert E. Vardeman   | 429        | ISBN 978-3-453-14926-7 |

Darüber hinaus erscheint seit 2019 eine Umsetzung als Manga in Japan. Eine deutsche Übersetzung von Gregor Wakounig wird seit Oktober 2024 von Planet Manga als Magic – The Gathering: Zerstöre die Menschheit. Sie kann nicht regeneriert werden. veröffentlicht.